# Tamara (énekesnő)
Tamara Macarena Valcárcel Serrano  (Sevilla, 1984. június 27. –) spanyol énekesnő.

## Családja
Édesapja: Federico Valcárcel, édesanyja: Matilde Serrano. Rafael Farina flamencoénekes unokája. Házastársa: Daniel Roque (2005–), gyermekei: Daniela Roque Valcárcel (2006), Leandro Roque Valcárcel (2009), Valentina Roque Valcárcel (2012) és Hector Roque Valcárcel (2015).

## Diszkográfia
- 1999: Gracias
- 2001: Siempre
- 2003: Abrázame
- 2004: Canta Roberto Carlos
- 2005: Lo Mejor de Tu Vida
- 2006: Emociónes en Directo
- 2007: Perfecto
- 2009: Amores
- 2011: Más
- 2012: Encadenados
- 2013: Incondicional
- 2015: Lo Que Calla el Alma

## Díjai
- 4 Nominaciones a los Grammys Latinos
- Premio de la Música ‘Mejor artista revelación’
- Premio Cadena Dial (1999) (2004) (2009) (2013)
- Premio Ondas ‘Mejor canción: Herida de Amor’ (2001)

## Fordítás
- Ez a szócikk részben vagy egészben  a   Tamara (cantante) című spanyol Wikipédia-szócikk ezen változatának fordításán alapul.  Az eredeti cikk szerkesztőit annak laptörténete sorolja fel. Ez a jelzés csupán a megfogalmazás eredetét és a szerzői jogokat jelzi, nem szolgál a cikkben szereplő információk forrásmegjelöléseként.